# Plymouth Argyle FC
Plymouth Argyle Fotbal Club (pronunțat în engleză ˈplɪməθ ˈɑrɡaɪl), cumoscut și cu denumirile Argyle, The Pilgrims, este o echipă de fotbal din Central Park, Plymouth, Anglia, care evoluează în Football League One. A devenit club de fotbal profesionist în 1903, câștigând de șase ori Football League Two. Sezonul 2009–10 este al 41-lea în al doilea eșalon de fotbal englez.

## Jucători
Din 22 ianuarie 2010.

### Current squad
| Nr. |               | Poziție | Jucător                      |
| --- | ------------- | ------- | ---------------------------- |
| 1   | Franța        | P       | Romain Larrieu (căpitan)     |
| 2   | Anglia        | M       | Karl Duguid (vice-căpitan)   |
| 3   | Scoția        | M       | Jim Paterson                 |
| 4   | Țara Galilor  | M       | Carl Fletcher (vice-căpitan) |
| 5   | Ungaria       | F       | Krisztián Timár              |
| 6   | Scoția        | M       | Chris Clark                  |
| 8   | Anglia        | M       | Jamie Mackie                 |
| 9   | Scoția        | A       | Steve MacLean                |
| 10  | Anglia        | A       | Bradley Wright-Phillips      |
| 11  | Islanda       | F       | Kári Árnason                 |
| 14  | Noua Zeelandă | A       | Rory Fallon                  |
| 15  | Anglia        | F       | Chris Barker                 |
| 16  | Scoția        | F       | David McNamee                |
| 17  | Anglia        | M       | Craig Noone                  |

| Nr. |                           | Poziție | Jucător                                        |
| --- | ------------------------- | ------- | ---------------------------------------------- |
| 18  | Anglia                    | F       | Gary Sawyer                                    |
| 20  | Anglia                    | M       | Luke Summerfield                               |
| 21  | Anglia                    | P       | David Stockdale (împrumutat de la Fulham)      |
| 22  | Benin                     | F       | Réda Johnson                                   |
| 24  | Austria                   | A       | Ashley Barnes                                  |
| 25  | Republica Irlanda         | M       | Alan Judge (împrumutat de la Blackburn Rovers) |
| 26  | Scoția                    | A       | Alan Gow                                       |
| 27  | Anglia                    | P       | Lloyd Saxton                                   |
| 29  | Republica Irlanda         | M       | Damien McCrory                                 |
| 31  | Togo                      | M       | Yoann Folly                                    |
| 32  | Republica Irlanda         | A       | Joe Mason                                      |
| 34  | Anglia                    | A       | Liam Head                                      |
| 36  | Republica Democrată Congo | M       | Yannick Bolasie                                |

### Împrumutați
| Nr. |               | Poziție | Jucător                                          |
| --- | ------------- | ------- | ------------------------------------------------ |
| 19  | Țările de Jos | F       | Marcel Seip (împrumutat la Sheffield United)     |
| 28  | Anglia        | A       | George Donnelly (împrumutat la Stockport County) |

| Nr. |        | Poziție | Jucător                                      |
| --- | ------ | ------- | -------------------------------------------- |
| 30  | Anglia | M       | Simon Walton (împrumutat la Crewe Alexandra) |

### Jucătorul anului
| An   | Jucător           |
| 1966 | Johnny Newman     |
| 1967 | Norman Piper      |
| 1968 | Pat Dunne         |
| 1969 | David Burnside    |
| 1970 | Derek Rickard     |
| 1971 | Jim Furnell       |
| 1972 | Dave Provan       |
| 1973 | Neil Hague        |
| 1974 | Ernie Machin      |
| 1975 | Paul Mariner      |
| 1976 | Paul Mariner      |
| 1977 | Neil Ramsbottom   |
| 1978 | George Foster     |
| 1979 | Fred Binney       |
| 1980 | George Foster     |
| 1981 | David Kemp        |
| 1982 | John Sims         |
| 1983 | Gordon Nisbet     |
| 1984 | Gordon Staniforth |
| 1985 | Tommy Tynan       |
| 1986 | Kevin Hodges      |
| 1987 | Tommy Tynan       |
| 1988 | Steve Cherry      |

| An   | Jucător          |
| 1989 | Tommy Tynan      |
| 1990 | Nicky Marker     |
| 1991 | Kenny Brown      |
| 1992 | Dwight Marshall  |
| 1993 | Steve McCall     |
| 1994 | Steve McCall     |
| 1995 | Marc Edworthy    |
| 1996 | Mick Heathcote   |
| 1997 | Chris Billy      |
| 1998 | Martin Barlow    |
| 1998 | Carlo Corazzin   |
| 1999 | Mick Heathcote   |
| 2000 | Paul McGregor    |
| 2001 | Wayne O'Sullivan |
| 2002 | Graham Coughlan  |
| 2003 | Paul Wotton      |
| 2004 | Mickey Evans     |
| 2005 | Paul Wotton      |
| 2006 | David Norris     |
| 2007 | Lilian Nalis     |
| 2008 | Krisztián Timár  |
| 2009 | Romain Larrieu   |

### Jucători notabili
| - Richard Morris - Bob Jack - Jack Peddie - John Sutcliffe - Harry Wilcox - Septimus Atterbury - Fred Craig - Moses Russell - David Jack - Jack Leslie - Frank Richardson - Sammy Black - Jack Cock - Ray Bowden - Pat Jones | - Bill Shortt - Alex Govan - George Dews - Gordon Astall - Jack Chisholm - Neil Dougall - Maurice Tadman - Johnny Williams - Wilf Carter - Johnny Newman - Mike Bickle - Johnny Hore - Steve Davey - Norman Piper | - Bobby Saxton - Colin Sullivan - Jim Furnell - Paul Mariner - Billy Rafferty - Kevin Hodges - David Kemp - Gordon Nisbet - Tommy Tynan - Russell Coughlin - Andy Morrison - Steve Castle - Paul Dalton - Michael Evans | - Steve McCall - Peter Shilton - Bruce Grobbelaar - Paul Wotton - David Friio - Graham Coughlan - David Norris - Ákos Buzsáky - Taribo West - Lilian Nalis - Sylvan Ebanks-Blake - Dan Gosling - Péter Halmosi - Emile Mpenza |

### Cele mai multe meciuri
| #  | Nume            | Ani                 | Meciuri | Goluri |
| -- | --------------- | ------------------- | ------- | ------ |
| 1  | Kevin Hodges    | 1978–1992           | 620     | 87     |
| 2  | Sammy Black     | 1924–1938           | 491     | 184    |
| 3  | Fred Craig      | 1912–1915 1919–1930 | 467     | 5      |
| 4  | Johnny Williams | 1955–1966           | 448     | 55     |
| 5= | Johnny Hore     | 1965–1975           | 441     | 17     |
| 5= | Pat Jones       | 1947–1958           | 441     | 2      |
| 7  | Paul Wotton     | 1995–2008           | 438     | 63     |
| 8  | Michael Evans   | 1990–1997 2001–2006 | 432     | 81     |
| 9  | Jack Leslie     | 1921–1934           | 401     | 136    |
| 10 | Moses Russell   | 1914–1915 1919–1930 | 400     | 6      |

### Cele mai multe goluri
| #   | Nume           | Ani                 | Goluri | Meciuri | Goluri pe meci |
| --- | -------------- | ------------------- | ------ | ------- | -------------- |
| 1   | Sammy Black    | 1924–1938           | 184    | 491     | 0.374          |
| 2   | Wilf Carter    | 1957–1964           | 148    | 275     | 0.538          |
| 3   | Tommy Tynan    | 1983–1985 1986–1990 | 145    | 310     | 0.467          |
| 4   | Jack Leslie    | 1921–1934           | 136    | 401     | 0.339          |
| 5   | Maurice Tadman | 1947–1955           | 112    | 253     | 0.442          |
| 6   | Jack Vidler    | 1929–1939           | 103    | 256     | 0.402          |
| 7   | Fred Burch     | 1906–1915           | 92     | 239     | 0.384          |
| 8   | Kevin Hodges   | 1978–1992           | 87     | 620     | 0.140          |
| 9   | Ray Bowden     | 1927–1933           | 85     | 153     | 0.555          |
| 10= | George Dews    | 1947–1955           | 81     | 271     | 0.298          |
| 10= | Michael Evans  | 1990–1997 2001–2006 | 81     | 432     | 0.187          |

### Echipa secolului
La aniversarea centenarului, suporterii au ales cei mai buni jucători ai clubului din toate timpurile.
| 1  | Anglia            | P | Jim Furnell     |
| 2  | Anglia            | F | Gordon Nisbet   |
| 3  | Anglia            | F | Jack Chisholm   |
| 4  | Republica Irlanda | F | Graham Coughlan |
| 5  | Anglia            | F | Colin Sullivan  |
| 6  | Anglia            | M | Ernie Machin    |
| 7  | Anglia            | M | Kevin Hodges    |
| 8  | Anglia            | M | Johnny Williams |
| 9  | Anglia            | A | Paul Mariner    |
| 10 | Anglia            | A | Tommy Tynan     |
| 11 | Scoția            | M | Sammy Black &   |
|    | Anglia            | M | Garry Nelson    |

Antrenor:  Paul Sturrock

### Antrenori
| - 1903 Frank Brettell - 1905 Bob Jack - 1906 Bill Fullerton - 1907 Committee - 1910 Bob Jack - 1938 Jack Tresadern - 1947 Jimmy Rae - 1955 Jack Rowley - 1960 Neil Dougall | - 1961 Ellis Stuttard - 1963 Andy Beattie - 1964 Malcolm Allison - 1965 Derek Ufton - 1968 Billy Bingham - 1970 Ellis Stuttard - 1972 Tony Waiters - 1977 Mike Kelly - 1978 Malcolm Allison | - 1979 Bobby Saxton - 1981 Bobby Moncur - 1983 Johnny Hore - 1984 Dave Smith - 1988 Ken Brown - 1990 David Kemp - 1992 Peter Shilton - 1995 Steve McCall - 1995 Neil Warnock | - 1997 Mick Jones - 1998 Kevin Hodges - 2000 Paul Sturrock - 2004 Bobby Williamson - 2005 Tony Pulis - 2006 Ian Holloway - 2007 Paul Sturrock - 2009 Paul Mariner |

### Sponsori
| Perioadă  | Echipament   | Sponsor               |
| --------- | ------------ | --------------------- |
| 1975–1976 | Umbro        | Nici unul             |
| 1976–1978 | Pilgrim      | Nici unul             |
| 1978–1980 | Bukta        | Nici unul             |
| 1980–1982 | Adidas       | Nici unul             |
| 1982–1983 | Pilgrim      | Nici unul             |
| 1983–1984 | Pilgrim      | Beacon Electrical     |
| 1984–1986 | Pilgrim      | Ivor Jones Insurance  |
| 1986–1987 | Pilgrim      | National & Provincial |
| 1987–1990 | Umbro        | Sunday Independent    |
| 1990–1992 | Ribero       | Sunday Independent    |
| 1992–1996 | Admiral      | Rotolok               |
| 1996–1998 | Super League | Rotolok               |
| 1998–1999 | Errea        | Evening Herald        |
| 1999–2002 | Patrick      | Evening Herald        |
| 2002–2003 | Patrick      | Ginsters              |
| 2003–2005 | TFG          | Ginsters              |
| 2005–2009 | Puma         | Ginsters              |
| 2009–     | Adidas       | Ginsters              |